# Nałobino
Nałobino (ros. Налобино) – wieś (dieriewnia) w Rosji, w Kraju Krasnojarskim, rejonie rybińskim. W 2010 liczyła 347 mieszkańców.